# بوينغ طراز 306
بوينغ طراز 306 هي تصاميم لسلسلة من الطائرات التي صممت في عام 1935 من دون أن تصميم فعلي، وبالتالي لم تنتج. وشملت نموذج قاذفة القنابل 306 بومبر والقارب المائي 306 فلاينغ بوت، نموذج 306أي التجارية.

## المواصفات نموذج 306
الخصائص العامة
- طاقم: 10
- طول: 60 قدم (18 م)
- باع الجناح: 140 قدم (43 م)
- محركات: 4 × Allison V-1710

أداءتسليح

- مدفع رشاش: 2 .50 Caliber Machine Guns 2 .30 Caliber Machine Guns
- القنابل: 4 500 lb Bombs